# Eino Heino
Eino Ilmari Heino (ur. 22 lutego 1912 w Pyhäjärvi, zm. 10 maja 1975 w Helsinkach) – fiński operator filmowy. W czasie swojej kariery otrzymał trzy Nagrody Jussi: dwie za filmy pełnometrażowe Linnaisten vihreä kamari (1945) i Loviisa, Niskavuoren nuori emäntä (1947), oraz jedną za film krótkometrażowy Jokapäiväistä leipäämme (1963).
Jego żoną była aktorka Emma Väänänen.

## Wybrana filmografia
- Kaikki rakastavat (1935)
- Koskenlaskijan morsian (1937)
- Juurakon Hulda (1937)
- Rikas tyttö (1939)
- Morsian yllättää (1941)
- Sellaisena kuin sinä minut halusit (1944)
- Linnaisten vihreä kamari (1945)
- Ihmiset suviyössä (1948)
- Omena putoaa (1952)
- Nummisuutarit (1957)